# 1991年7月逝世人物列表
1991年逝世人物列表：1月 - 2月 - 3月 - 4月 - 5月 - 6月 - 7月 - 8月 - 9月 - 10月 - 11月 - 12月
1991年7月逝世人物列表，是用於匯總1991年7月期間逝世人物的列表。

## 依日期排序

### 1日
- 約斯特·巴爾杰，65歲，荷蘭藝術家。[1]
- 保羅·門德斯·坎波斯，69歲，巴西作家和記者。
- 阿爾弗雷德·艾森拜塞爾，83歲，羅馬尼亞足球運動員。[2]
- 約阿希姆·克羅爾，58歲，德國連環殺手，屍檢和食人族，心臟病發作。
- 邁克爾·蘭登，54歲，美國演員[3]

### 2日
- 布鲁诺·恩格尔迈尔，63歲，奧地利足球守門員。
- 艾爾·格洛索普，76歲，美國棒球運動員。[4]
- 唐·霍頓，61歲，英國電視編劇兼製片人。
- 大衛·豪沃斯，78歲，英國海軍軍官，造船師和作家。[5]
- 李·雷米克，55歲，美國女演員[6]
- 何塞·瑪麗亞·羅莎，84歲，阿根廷歷史學家。
- 埃爾曼諾·斯卡拉穆齊，63歲，義大利足球運動員和教練。[7]

### 3日
- 多莉·安瓦爾，43歲，孟加拉國女演員和作家，自殺。
- 多羅·列維，93歲，義大利考古學家。[8]
- 多明戈·塔拉斯科尼，87歲，阿根廷足球運動員。[9]
- 黎文添，73歲，越南數學家。
- 西吉斯蒙德·托杜察，83歲，羅馬尼亞作曲家、音樂學家和教授。
- 埃弗萊姆·烏爾巴赫，78-79歲，以色列學者和政治家。[10]
- 吉米·范·阿倫，88歲，美國網球官員。
- 伯納德·韋利·科恩，77歲，英國商人和政治家。
- 恩斯特·維特，80歲，德國數學家。[11]

### 4日
- 张任谦，54歲，華裔澳大利亞外科醫生[12]
- 厄尼·哈默頓，64歲，澳大利亞橄欖球運動員。
- 亨利·科爾納，75歲，奧地利裔美國畫家和平面設計師[13]
- 雨果·勒佩，51歲，智利足球運動員。[14]
- 阿特·桑塞姆，70歲，美國漫畫家[15]

### 5日
- 米爾德里德·鄧諾克，90歲，美國女演員[16]
- 瓦倫蒂娜·伊瓦紹娃，75歲，蘇聯電影女演員。
- 鮑勃·甘迺迪，62歲，美國橄欖球運動員。[17]
- 中村伸郎，82歲，日本演員
- 霍華德·涅默羅夫，71歲，美國詩人[18]

### 6日
- 雷蒙德·博瓦塞，79歲，法國短跑運動員和奧運選手。[19]
- 萊昂·切爾托克，79歲，法國精神病學家。[20]
- 多卡斯·科克倫，88歲，美國作詞家和編劇。
- 尼古拉斯·P·達利斯，79歲，美國漫畫家[21]
- 勒妮·加里耶，68歲，法國擊劍運動員和奧運獎牌得主。[22]
- 維克多·科羅文，54歲，蘇聯和俄羅斯畫家。
- 穆達什魯·拉瓦爾，37歲，奈及利亞足球運動員。
- 斯圖·奈恩，59歲，紐西蘭運動射擊運動員和奧運選手。[23]
- 索利·沃爾特斯，78歲，英國演員。[24]
- 安東·尤戈夫，86歲，保加利亞政治家，總理（1956-1962）。

### 7日
- 蘇西·普里姆，94歲，法國女演員。[25]
- 伊萬·斯皮里多諾夫，85歲，蘇聯政治家和黨的領導人。
- 彼特·威廉姆森，44歲，加拿大奧運會速度滑冰運動員（1968年）。[26]
- 揚·沃爾納，81歲，挪威鋼琴家。

### 8日
- 戈登·斯圖爾特·安德森，33歲，加拿大作家[27]
- 威廉·M·卡拉漢，93歲，美國海軍軍官。[28]
- 詹姆斯·弗朗西斯庫斯，57歲，美國演員[29]
- 傑夫·洛夫，73歲，英國作曲家。[30]
- 威利·尼克斯，68歲，美國藍調歌手和鼓手。[31]
- 普雷姆·納特·瓦希，83歲，印度病理學家、作家和學者。

### 9日
- 达尼奥·巴尔迪，54歲，意大利前男子水球運動員。[32]
- 奧爾罕·漢切利奧盧，74歲，土耳其作家。[33]
- 何塞·薩拉薩爾·洛佩斯，81歲，羅馬天主教會墨西哥紅衣主教。
- 比尔·米勒，66歲，美國籃球運動員和大學籃球教練。[34]

### 10日
- 利西亞·德·比亞斯·比達特，81歲，巴西鋼琴家、小提琴家、指揮家和作曲家。
- 奧塞·拜伊，87歲，挪威女演員。
- 克拉伦斯·保罗·奥利弗，92岁，美國遗传学家。
- 傑瑞·利夫，50歲，美國商人和人體冷凍先驅，心臟病發作。
- 格蕾絲·麥金尼斯，85歲，加拿大社會主義政治家[35]
- 傑羅姆·拉格尼，55歲，美國詞曲作者[36]

### 11日
- 褚新洛
- 奧斯瓦爾多·卡瓦哈爾，76歲，智利足球運動員。[37]
- 羅傑·克利斯蒂安，57歲，美國作詞人[38]
- 莫赫塔爾·達哈裡，37歲，馬來西亞足球運動員
- 阿唐德拉拉瑪，89歲，菲律賓歌手和女演員。
- 五十嵐一，44歲，日本學者和翻譯家[39]
- 莫頓·史密斯，76歲，美國古代歷史教授[40]
- 蓋爾·威廉，83歲，美國作家[41]
- 費赫米·亞武茲，79歲，土耳其公務員、學者和作家。

### 12日
- 弗雷德里克·艾倫·奧爾德裡奇，64歲，美國海洋生物學家。[42]
- 盧斯·吉爾博，56歲，加拿大女演員[43]
- 喬杜里·納西爾·艾哈邁德·馬利，79歲，巴基斯坦政治家。
- 弗朗西斯·穆加韋羅，77歲，美國羅馬天主教主教，心臟病發作。
- 肯·亞克爾，61歲，美國冰球運動員和奧運獎牌得主。[44]

### 13日
- 雅克·蓋斯，71歲，比利時自行車賽車手。[45]
- 阿尔多·吉拉，71歲，意大利水球運動員、奧運會冠軍。[46]
- 里卡多·拉坦齊，57歲，意大利足球裁判。[47]
- 雷·麥克法林，75歲，澳大利亞政治家。

### 14日
- 戈弗雷·尼科爾森，89歲，英國政治家。
- 羅伯特·克拉維爾，78歲，法國藝術總監。[48]
- 阿克塞爾·埃格布萊希特，92歲，德國記者、作家和編劇。[49]
- 露絲·哈克廷，89歲，俄裔以色列政治家。
- 帕維爾·莫羅岑科，52歲，蘇聯演員，溺水身亡。
- 康斯坦斯·斯托克斯，85歲，澳大利亞畫家。

### 15日
- 亞瑟·布里格斯，92歲，美國爵士小號手和樂團指揮。[50]
- 基思·布朗，78歲，美國運動員、政治家和商人。[51]
- 伯特·康維，57歲，美國遊戲節目主持人[52]
- 羅傑·雷維爾，82歲，美國地球物理學家[53]
- 喬·特內薩，90歲，美國高爾夫球手。
- 約翰尼·維吉茲，85歲，美國棒球運動員。[54]

### 16日
- 迈因德特·狄扬，85歲，荷蘭裔美國兒童作家。[55]
- 羅伯特·馬瑟韋爾，76歲，美國藝術家。[56]
- 阿爾伯特·艾德·帕爾，90歲，挪威裔美國海洋生物學家、動物學家和海洋學家。[57]
- 弗蘭克·里佐，70歲，美國政治家，費城市長（1972-1980）[58]
- 羅伯特·鄧普頓，62歲，美國藝術家。
- 德懷特·韋斯特，81歲，美國電臺播音員[59]

### 17日
- 亞瑟·雷蒙德·布魯克斯，95歲，美國飛行王牌。
- 哈羅德·巴特勒，78歲，英國板球運動員。[60]
- 威廉·韋斯利·彼得斯，79歲，美國建築師。[61]
- 安吉拉·西德尼，89歲，加拿大原住民作家和講故事的人。
- 約翰·福格特，90歲，挪威經濟學家和記者。

### 18日
- 安德烈·庫爾斯，63歲，比利時政治家[62]
- 布魯諾·蒙迪，87歲，德國攝影師和攝影指導。[63]
- 纳吉·翁布鲁什，63歲，匈牙利奧運會擊劍運動員.[64]
- 亨德里克·斯特羅，63歲，荷蘭奧運會皮划艇運動員[65]

### 19日
- 吉列爾莫·邦菲爾·巴塔拉，56歲，墨西哥作家。
- 奧黛特·杜·普伊戈多，96歲，法國民族學家、旅行者和記者。
- 查爾斯-安德烈·朱利安，99歲，法國記者和歷史學家。[66]
- 尼洛·尼庫寧，78歲，芬蘭滑雪運動員和奧運選手。[67]

### 20日
- 烏加爾·侯賽諾夫，22歲，亞塞拜然士兵和戰爭英雄，在行動中喪生。
- 阿列克謝·康索夫斯基，79歲，蘇聯演員。
- 喬·馬丁內利，74歲，美國足球前鋒。
- 雷利斯，85歲，法國演員。[68]
- 厄爾·羅賓遜，81歲，美國作曲家[69]
- 奇西拉·蒂魯納爾·巴拉拉馬·瓦爾馬，78歲，印度皇室成員

### 21日
- 潔絲敏·布萊，78歲，英國電視節目主持人。
- 海伦·米尼，86歲，美國跳水運動員和奧運會冠軍。[70]
- 格勞科·佩萊格里尼，72歲，意大利編劇兼電影導演。[71]
- 馬克西·瓦茲，68歲，印度曲棍球運動員和奧運冠軍。[72]
- 保羅·沃里克，22歲，英國賽車手，賽車事故。
- 艾倫·威爾遜，56歲，紐西蘭生物化學家[73]
- 西奧多·威爾遜，47歲，美國演員[74]

### 22日
- 瑪格麗特·卡魯，德國翻譯家
- 傑克·奧爾布賴特，70歲，美國棒球運動員[75]
- 安德烈·多特爾，90歲，法國作家、小說家、說書人和詩人。[76]
- 何塞·戈麥斯-西克雷，75歲，古巴律師、藝術評論家和作家。
- 約翰·胡曼，79歲，英國板球運動員。[77]
- 安德魯·李·瓊斯，35歲，美國被定罪的殺人犯，被電刑處決。
- 傑克·里爾登，77歲，澳大利亞橄欖球運動員。

### 23日
- 藤岡重慶，57歲，日本演員、聲優。
- 諾拉·加爾，79歲，蘇聯翻譯家和文學評論家。
- 馬丁·霍奇森，82歲，英國橄欖球運動員。
- 彼得·凱恩，73歲，英國蠅量級拳擊手，世界冠軍。[78]
- 片倉衷，93歲，日本將軍。[79]
- 米哈伊爾·亞斯諾夫，85歲，蘇聯政治家。

### 24日
- 凱夫·布帕拉，74歲，印度烏爾都語詩人和作詞家。
- 豪伊·卡特，86歲，美國棒球運動員。[80]
- 埃德蒙·比亞瓦斯，71歲，波蘭足球運動員。
- 弗雷迪·布朗，80歲，英國板球運動員。[81]
- 以撒·巴舍維斯·辛格，87歲，波蘭裔美國作家，諾貝爾獎獲得者（1978年）[82]

### 25日
- 愛德華多·德·古茲曼，83歲，西班牙記者和作家。[83]
- 亨利·喬治·多爾，88歲，法裔美國科學家。[84]
- 拉扎爾·卡岡諾維奇，97歲，蘇聯政治家。[85]
- 亞瑟·奈特，74歲，美國電影評論家、電影歷史學家和電視節目主持人。[86]
- 道格拉斯·斯图尔特，78歲，英國奧運會馬術運動員[87]

### 26日
- 曹漫之
- 弗雷德里克·杜馬斯，78歲，法國作家。[88]
- 安德烈斯·戈麦斯，77歲，墨西哥籃球運動員。[89]
- 瑪麗·路易絲·霍恩，79歲，德國網球運動員。
- 瑪麗亞·特雷本，83歲，奧地利作家和草藥師。

### 27日
- 第二代艾德禮伯爵馬丁·艾德禮，63歲，英國政治家。
- 皮埃尔·布吕内，89歲，法裔美國奧運花樣滑冰運動員[90]
- 吉诺·科劳西，77歲，義大利足球運動員。[91]
- 许士杰，70歲，中國共產黨革命家和政治家。
- 沃爾夫·威策曼，67歲，奧地利藝術總監。

### 28日
- 蘇珊娜·大衛斯，79歲，美國花樣滑冰運動員。[92]
- 阿德·德·布魯因，81歲，荷蘭運動員和鉛球冠軍。[93]
- 雷·菲利克斯，60歲，美國籃球運動員。[94]
- 簡·貢達，86歲，荷蘭印度學家。[95]
- 王明道，91歲，中國新教作家、傳教士和持不同政見者。[96]
- 艾爾·哈金斯，81歲，加拿大冰球運動員。[97]
- 埃尔科·姆尔杜利亚什，81歲，南斯拉夫奧運賽艇運動員（1936年）。[98]

### 29日
- 瑪麗亞·安提妮，76歲，西班牙女演員，vedette和舞蹈家。
- 克里斯汀·德·卡斯特里，88歲，法國將軍。[99]
- 優素福·哈塔克，73歲，巴基斯坦律師、政治家和知識份子。
- 艾伯特·羅德，78歲，美國學者。[100]

### 30日
- 威廉·鮑爾，60歲，美國舞台導演。[101]
- 湯姆·布里傑，57歲，英國賽車手。[102]
- 李·伊士曼，81歲，美國商業律師[103]
- 本尼·格蘭特，83歲，加拿大冰球運動員。[104]
- 弗洛拉·斯泰格-克勞福德，91歲，瑞士建築師和雕塑家。[105]

### 31日
- 米羅·巴列希奇，40歲，南斯拉夫-克羅埃西亞流亡者和新法西斯准軍事人員，在行動中喪生。
- 查理·比爾，82歲，美國爵士鋼琴家。[106]
- 查爾斯·瓊克，57歲，南非自行車運動員。[107]
- 阿爾·洛卡斯托，51歲，義大利裔美國賽車手[108]
- 尼古拉·約爾達諾夫，52歲，保加利亞足球運動員。